# Malula
Malula (en arameo: ܡܥܠܘܠܐ‎, Maʿlūlā; en árabe: معلولا‎ Maʿlūlā, entrada) es una localidad ubicada en la Gobernación de la campiña de Damasco, en Siria. Presenta la peculiaridad de poseer una de las dos últimas poblaciones que hablan arameo como lengua principal, junto con la vecina Jubb'adin. Hasta la guerra civil siria, Al-Sarja también tenía hablantes de arameo. Sin embargo, Al-Sarja quedó completamente destruida durante la guerra y todos los sobrevivientes huyeron a otras partes de Siria o al Líbano.
Es un pequeño pueblo escarpado en la roca en el que las casas, pintadas de color arena y azul plateado, cuelgan de las escarpadas paredes de un acantilado.
La mayoría de la población local son arameos pertenecientes a la Iglesia greco-católica melquita y a la Iglesia ortodoxa de Antioquía. La ciudad es conocida en Oriente Medio por la celebración de la Fiesta de la Exaltación de la Cruz, que tiene lugar cada año el 14 de septiembre.

## Etimología
Maʿlūlā viene de la palabra aramea maʿʿəlā (ܡܥܠܐ), que significa «entrada». 

## Geografía
Maalula se encuentra en Djebel Qalamoun, que forma parte de la Cordillera del Antilíbano. El pueblo se encuentra a 56 km al noroeste de Damasco.

## Demografía
En 2005, el pueblo tenía una población de 2.000 habitantes. Sin embargo, durante el verano aumenta a 6.000 debido a la gente que viene de Damasco para pasar las vacaciones. A mediados del siglo XX, 15.000 personas vivían en Maalula.

### Religión
La población consiste mayoritariamente de cristianos (principalmente ortodoxos de Antioquía y greco-católicos melquitas), y también de musulmanes. Para los musulmanes, el legado es todavía más notable dado que no fueron arabizados, al contrario que los demás sirios que también fueron islamizados durante los siglos, pero además adoptaron el árabe y cambiaron a la identidad étnica arábiga.

## Idioma
Con los dos otros pueblos cercanos de Bakh'a (en árabe: بخعة‎) y Jubba'din (en árabe: جبّعدين‎), es el único lugar donde todavía se habla un dialecto de la rama occidental del idioma arameo, más concretamente, el arameo occidental moderno. Los eruditos han determinado que el arameo de Jesús de Nazaret pertenecía también a esta rama. Maalula representa, por lo tanto, una fuente importante para los estudios antropológicos lingüísticos sobre el arameo del siglo I, es decir, el dialecto arameo propio de Jesús. Sin embargo, a pesar de lo que se suele indicar en los medios de comunicación, no es el dialecto exacto que hablaba Jesús a principios del siglo I.
La distancia a otras ciudades importantes y sus características geológicas aislantes fomentaron la longevidad de este oasis lingüístico durante un milenio y medio. Sin embargo, las carreteras modernas y el transporte, así como la accesibilidad a medios de comunicación en árabe han erosionado el legado lingüístico.

## Monasterios
Hay dos monasterios importantes en el pueblo: el Monasterio greco-católico de Mar Sarkis y el convento greco-ortodoxo de Mar Taqla

### Mar Sarkis
También denominado Monasterio de San Sergio, fue construido en el siglo IV sobre las ruinas de un templo pagano. De estilo bizantino y formas despojadas guarda en su seno uno de los primeros altares cristianos asirios. Desde su construcción hasta la fecha este monasterio ha sido utilizado como lugar de culto; lo que le confiere un soplo de misterio aún mayor. El monasterio es propietario de una colección de íconos religiosos de los siglos XVI al XVIII; entre los que se destacan un ícono de la Santa Virgen María y otro de los mártires Sergio y Bakhos. Además los monjes de monasterio han grabado algunas oraciones en asirio occidental. Este monasterio fue así llamado en honor de San Sarkis, caído en mártir durante el reinado de Maximianos.

### Mar Taqla

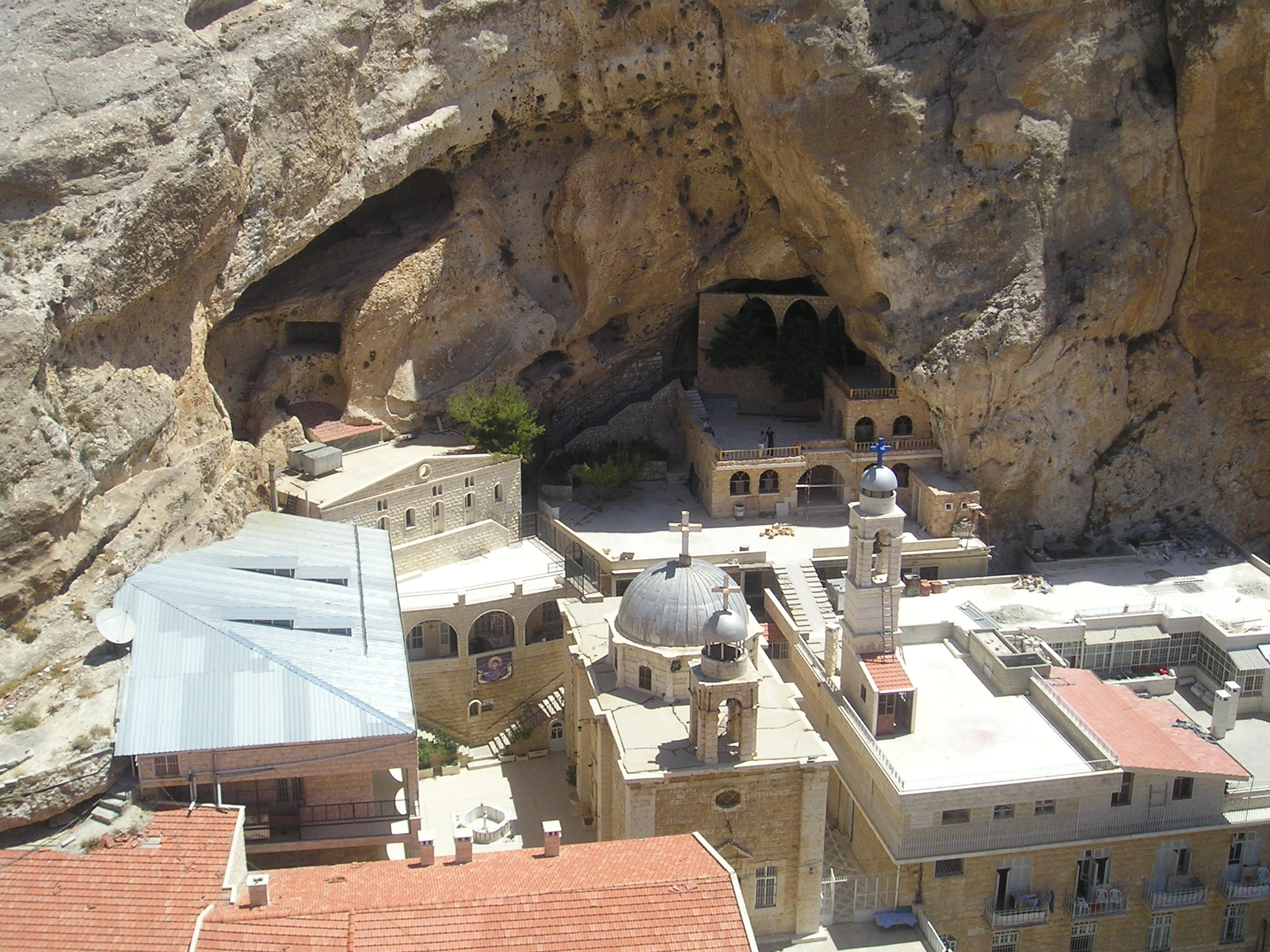
Iglesia de Santa Tecla.

El "convento de Mar Taqla" o santa Tecla (Tecla de Iconio), de rito siríaco fue construido sobre varios pisos lo que le confiere una presencia suntuosa. El convento guarda los restos de santa Tecla. Otros vestigios de la vida religiosa pasada se atesoran en el convento.
Recibe incesantes muestras de devoción tanto de peregrinos cristianos como de musulmanes convencidos de la santidad del lugar.

## Fiestas y conmemoraciones
Los maalulis atesoran, oralmente, un cancionero religioso-festivo único por su variedad e imaginación. Tres grandes fiestas folclóricas ritman la vida de los habitantes de este magnífico lugar. El 14 de septiembre en honor de la Santa Cruz. El 22 de septiembre fiesta de Mar Takla. Y el 7 de octubre fiesta de Mar Sarkis.

## Guerra civil siria
Maalula se convirtió en el escenario de una batalla entre los yihadistas del Frente Al-Nusra, relacionados con Al Qaeda, y el Ejército Sirio, en septiembre de 2013.
El 21 de octubre, los rebeldes retomaron el pueblo. Aproximadamente 13 personas murieron y muchas otras fueron heridas como consecuencia del bombardeo por parte de las fuerzas islamistas. El 28 de octubre, las fuerzas gubernamentales recapturaron el pueblo.
Maalula fue capturada por yihadistas contrarios al gobierno sirio de nuevo el 3 de diciembre de 2013. La oposición armada, probablemente islamistas radicales, tomaron como rehenes a 12 monjas.
El 15 de abril de 2014 la ciudad fue recuperada por las fuerzas del gobierno, que desde el día anterior lanzaron una ofensiva en la región de Ghuta. Sin embargo, parte de la riqueza cultural había sido ya destruida o averiada por los grupos de extremistas que ocupaban Maalula.